# Password Depot
Password Depot ist eine Software der AceBIT GmbH zur Kennwortverwaltung. Die Software umfasst ein Server-Client Modell (Windows) samt Browser Add-Ons, einen Web-Client, eine macOS Anwendung und Apps für mobile Endgeräte (iOS und Android). 

## Verschlüsselung
Nach Angaben des Herstellers verschlüsselt Password Depot die Kennwortdatenbank auf der Festplatte mit dem Algorithmus Advanced Encryption Standard (AES) mit einer Länge von 256 Bit.
Die Kennwortdatenbank ist durch ein Hauptkennwort („master password“) gesichert. Das Hauptkennwort muss entweder manuell eingegeben werden oder in Form einer Schlüsseldatei („Key-File“) auf einem mobilen Laufwerk wie USB-Stick oder CD liegen. Auch eine Kombination von Hauptkennwort und Schlüsseldatei ist möglich. Bereits bei der Eingabe prüft das Programm, ob das Master-Kennwort als „sicher“ eingestuft werden kann und warnt den Nutzer, sollte dies nicht der Fall sein.
Zusätzlich wird die Kennwortdatenbank durch einen nur dem Hersteller bekannten „internen Schlüssel“ verschlüsselt. Der Hersteller bezeichnet dies als „doppelten Schutz“. Dieser soll dem Zweck dienen, dass wenn der AES-Algorithmus jemals entschlüsselt werden sollte, Hacker zusätzlich an dem internen Schlüssel vorbeimüssen, um die geschützten Dateien einzusehen.

## Funktionen

### Ablage der Daten
Password Depot ermöglicht es, Kennwortdateien auf einem FTP-Server abzulegen, auf welche dann über FTP oder HTTP zugegriffen werden kann. Beim Zugriff über HTTP können die Kennwortdateien nur gelesen, nicht jedoch geändert werden; beim FTP-Zugriff ist beides möglich. Zusätzlich können die Kennwortdateien auf einem USB-Stick oder Handy gespeichert werden.

### Datensicherheit
Das Programm wird nach der Installation lokal auf dem Computer des Nutzers gespeichert. Somit haben externe Dritte keinen Zugriff auf die Dateien.

### Automatisches Ausfüllen von kennwortgeschützten Websites und Programmen
Eine Hauptfunktion von Password Depot stellt das automatische Ausfüllen von Dialogen kennwortgeschützter Websites und lokaler Programme dar. Dazu erzeugt das Programm eine sogenannte Ausfüllsequenz, die dafür sorgt, dass die entsprechenden Felder in einer Website oder einem kennwortgeschützten Programm automatisch ausgefüllt werden. Dadurch kann die Verifizierung durch einen einzelnen Klick erfolgen.

### Import und Export
Die Kennwortdatenbank kann in verschiedenen Formaten exportiert werden: TXT, HTML, XML und CSV. Daneben können auch die Datenformate anderer Kennwortverwalter mit Hilfe von Plug-ins importiert werden.

## Lizenzierung
Password Depot wird als kommerzielle Software vertrieben, die auch als Freeware (für Windows-Systeme, iOS, Android und macOS) verfügbar ist. Die Windows Freeware-Version ermöglicht die Verwaltung von bis zu 20 Kennwörtern, die iOS, Android und macOS Versionen unterliegen keinerlei Einschränkung. 

## Testsiege
Password Depot konnte in Vergleichstests zu Kennwortverwaltungen Testsiege erzielen, unter anderem in Computer Bild, PC Professionell und Chip. Die Praxis-Tests der Computer Bild wurden von Experten der Fraunhofer-Gesellschaft durchgeführt, die das Programm zum Testsieger kürten.

## Kritik
Da der Quellcode des Programms nicht verfügbar ist und somit Kerckhoffs’ Prinzip verletzt wird, lässt sich die Sicherheit der gespeicherten Passwörter nicht überprüfen.